# Letnie Grand Prix w kombinacji norweskiej 2016
Letnie Grand Prix w kombinacji norweskiej 2016 – dziewiętnasta edycja cyklu Letniej Grand Prix w kombinacji norweskiej. Sezon składał się z jednego sprintu drużynowego i czterech konkursów indywidualnych. Rywalizacja rozpoczęła się 27 sierpnia 2016 w Oberwiesenthal, a zakończyła się 3 września 2016 w Oberstdorfie. Zwycięzcą poprzedniej edycji był Niemiec Johannes Rydzek.
W 2016 klasyfikację generalną Letniej Grand Prix wygrał Norweg Jarl Magnus Riiber, który zwyciężył w trzech z czterech konkursów indywidualnych. Drugi był Austriak Mario Seidl (jedne wygrane zawody), a trzeci Francuz François Braud. Punkty zdobyło 45 zawodników.
W klasyfikacji Pucharu Narodów pierwsze miejsce zajęła reprezentacja Niemiec przed Austrią i Norwegią. Sklasyfikowano 12 państw.

## Kalendarz i wyniki
| Lp | Data             | Miejscowość    | Konkurencja              | 1. miejsce                               | 2. miejsce                          | 3. miejsce                                |
| -- | ---------------- | -------------- | ------------------------ | ---------------------------------------- | ----------------------------------- | ----------------------------------------- |
| 1. | 27 sierpnia 2016 | Oberwiesenthal | Gundersen HS106/2*7,5 km | Niemcy I Björn Kircheisen · Eric Frenzel | Norwegia I Magnus Moan · Jan Schmid | Austria I Bernhard Gruber · Philipp Orter |
| 2. | 28 sierpnia 2016 | Oberwiesenthal | Gundersen HS106/10 km    | Jarl Magnus Riiber                       | Mario Seidl                         | Björn Kircheisen                          |
| 3. | 31 sierpnia 2016 | Villach        | Gundersen HS98/10 km     | Mario Seidl                              | Fabian Rießle                       | Håvard Klemetsen                          |
| 4. | 2 września 2016  | Oberstdorf     | Gundersen HS137/10 km    | Jarl Magnus Riiber                       | Johannes Rydzek                     | Björn Kircheisen                          |
| 5. | 3 września 2016  | Oberstdorf     | Gundersen HS137/10 km    | Jarl Magnus Riiber                       | Johannes Rydzek                     | Mario Seidl                               |

## Klasyfikacja generalna
| Miejsce | Zawodnik              | Punkty |
| ------- | --------------------- | ------ |
| 1.      | Jarl Magnus Riiber    | 300    |
| 2.      | Mario Seidl           | 272    |
| 3.      | François Braud        | 185    |
| 4.      | Fabian Rießle         | 176    |
| 5.      | Björn Kircheisen      | 161    |
| 6.      | Johannes Rydzek       | 160    |
| 7.      | Maxime Laheurte       | 133    |
| 8.      | Jan Schmid            | 121    |
| 9.      | Terence Weber         | 103    |
| 10.     | Tomáš Portyk          | 96     |
| 11.     | Håvard Klemetsen      | 92     |
| 12.     | Franz-Josef Rehrl     | 87     |
| 13.     | Manuel Faißt          | 85     |
| 14.     | Bernhard Gruber       | 85     |
| 15.     | Taylor Fletcher       | 78     |
| 16.     | Yoshito Watabe        | 76     |
| 17.     | Antoine Gérard        | 62     |
| 18.     | Tino Edelmann         | 60     |
| 19.     | Lukas Klapfer         | 40     |
| 20.     | Kristjan Ilves        | 40     |
| 21.     | Paweł Słowiok         | 39     |
| 22.     | Jakob Lange           | 36     |
| 23.     | Magnus Moan           | 34     |
| 24.     | Bernhard Flaschberger | 33     |
| 25.     | Harald Lemmerer       | 30     |
| 26.     | Eero Hirvonen         | 29     |
| 27.     | Paul Gerstgraser      | 29     |
| 28.     | Tobias Simon          | 27     |
| 29.     | Adam Cieślar          | 22     |
| 30.     | Miroslav Dvořák       | 19     |
| 31.     | Eric Frenzel          | 18     |
| 32.     | Hideaki Nagai         | 18     |
| 33.     | Aguri Shimizu         | 18     |
| 34.     | Espen Andersen        | 18     |
| 35.     | Philipp Orter         | 18     |
| 36.     | Vinzenz Geiger        | 15     |
| 37.     | Martin Fritz          | 14     |
| 38.     | Ilkka Herola          | 12     |
| 39.     | Marjan Jelenko        | 7      |
| 40.     | Thomas Jöbstl         | 6      |
| 41.     | Laurent Muhlethaler   | 5      |
| 42.     | Jan Vytrval           | 5      |
| 43.     | Matti Herola          | 3      |
| 44.     | Ernest Jahin          | 3      |
| 45.     | Tobias Haug           | 2      |

## Klasyfikacja Pucharu Narodów
| Lp. | Drużyna           | Punkty |
| --- | ----------------- | ------ |
| 1.  | Niemcy            | 1043   |
| 2.  | Austria           | 764    |
| 3.  | Norwegia          | 740    |
| 4.  | Francja           | 385    |
| 5.  | Czechy            | 245    |
| 6.  | Japonia           | 187    |
| 7.  | Finlandia         | 144    |
| 8.  | Polska            | 111    |
| 9.  | Stany Zjednoczone | 103    |
| 10. | Estonia           | 40     |
| 11. | Słowenia          | 7      |
| 12. | Rosja             | 3      |